# Liang Qichao
Liang Qichao (chinês: 梁啓超; Wade–Giles: Liang2 Chʻi3-chʻao1; Yale: Lèuhng Kái-chīu; [ljɑ̌ŋ tɕʰɨ̀tʂʰɑ́ʊ]) (23 de fevereiro de 1873 – 19 de janeiro de 1929) foi um político, ativista social, jornalista e intelectual chinês.
Seu pensamento exerceu grande influência sobre a reforma política na China moderna, inspirando estudiosos e ativistas com seus escritos e propostas de transformação institucional.  Entre suas contribuições destacam-se as traduções de obras ocidentais e japonesas para o chinês, que introduziram novas teorias e ideias ao público letrado chinês. Liang era descendente de taishaneses.
Na juventude, uniu-se ao seu professor Kang Youwei durante a Reforma dos Cem Dias, em 1898. Após o fracasso do movimento, exilou-se no Japão, onde passou a defender uma monarquia constitucional e organizou a oposição política à dinastia Qing.
Após a Revolução de 1911, Liang integrou o governo de Beiyang, atuando como presidente do Supremo Tribunal e tornando-se o primeiro diretor do departamento responsável pelo sistema monetário. Descontente com a tentativa de Yuan Shikai de restaurar o império e proclamar-se imperador, passou a liderar um novo movimento de oposição. Após a morte de Yuan, ocupou cargos como chefe da pasta financeira no gabinete de Duan Qirui e supervisor da Administração do Sal.
Liang também apoiou o Movimento da Nova Cultura, defendendo mudanças culturais profundas, embora se opusesse à revolução política radical.

## Biografia

### Família
Liang Qichao nasceu em uma pequena vila em Xinhui, na província de Guangdong, em 23 de fevereiro de 1873. Seu pai, Liang Baoying (梁寶瑛, cantonês: Lèuhng Bóu-yīng; nome de cortesia: Lianjian 蓮澗, cantonês: Lìhn-gaan), era um fazendeiro e estudioso local com formação clássica. Essa formação, voltada à tradição e ao ideal de rejuvenescimento étnico, permitiu que Liang tivesse contato com diversas obras literárias já aos seis anos de idade. Aos nove, começou a escrever redações e logo passou a frequentar uma escola distrital.
Liang teve duas esposas: Li Huixian (李惠仙; cantonês: Léih Waih-sīn) e Wang Guiquan (王桂荃; cantonês: Wòhng Gwai-chyùhn). O casal teve nove filhos, todos bem-sucedidos, resultado da educação rigorosa e eficaz que Liang lhes proporcionou. Três dos filhos tornaram-se cientistas da Academia Chinesa de Ciências, entre eles Liang Sicheng, renomado historiador da arquitetura chinesa.

### Formação e juventude
Liang passou no exame provincial de Xiucai aos 11 anos de idade e dedicou-se à árdua tarefa de se preparar para os tradicionais exames governamentais. Em 1889, aos 16 anos, foi aprovado no exame de segundo nível, o Juren, tornando-se o candidato mais jovem aprovado naquele período.
No entanto, em 1890, Liang foi reprovado no exame nacional de graduação (Jinshi), realizado em Pequim. Ele participou da prova ao lado de Kang Youwei, renomado estudioso e reformista chinês. Segundo uma narrativa popular, o examinador estaria determinado a reprovar Kang por suas ideias heterodoxas. Como os exames eram anônimos, o avaliador presumiu que o texto com as posições mais radicais fosse de Kang. Kang, no entanto, deliberadamente adotou uma redação tradicionalista, sendo aprovado. Já o ensaio de Liang, com ideias reformistas, foi presumido como sendo de Kang e, por isso, reprovado.
Inspirado pelo livro Tratado Ilustrado sobre os Reinos Marítimos, do estudioso confucionista reformista Wei Yuan, Liang tornou-se profundamente interessado no pensamento político ocidental. De volta a sua cidade natal, passou a estudar com Kang Youwei, que lecionava na escola Wanmu Caotang (万木草堂), em Guangzhou. Os ensinamentos de Kang sobre política externa estimularam ainda mais o interesse de Liang pelas reformas na China.
Em 1895, Liang retornou a Pequim com Kang para realizar novamente o exame nacional. Nesse período, esteve ativo no movimento Gongche Shangshu. Após nova reprovação, permaneceu na capital para auxiliar Kang na publicação de informações nacionais e estrangeiras, além de colaborar na organização da Sociedade para o Fortalecimento Nacional (強學會), na qual atuou como secretário. Por um período, também foi recrutado pelo governador da província de Hunan, Chen Baozhen, para editar publicações reformistas, como o Xiangbao (湘報) e o Xiang xuebao (湘學報).

### Movimentos de reforma
Como defensor da monarquia constitucional, Liang estava insatisfeito com o governo Qing e buscava transformar o status quo na China. Nesse contexto, organizou reformas com Kang Youwei, redigindo propostas que foram encaminhadas ao Imperador Guangxu (que reinou de 1875 a 1908), da dinastia Qing. Esse movimento ficou conhecido como Reforma dos Cem Dias ou Reforma Wuxu. A proposta defendia que a China precisava de mais do que o Movimento de Autofortalecimento — exigia mudanças institucionais e ideológicas profundas, como o combate à corrupção e a reforma do sistema de exames estatais. Liang exerceu, assim, grande influência nos debates sobre a democracia na China.
As reformas provocaram forte agitação política. Liang passou a ser perseguido pela Imperatriz Viúva Cixi, líder da facção conservadora que viria a assumir o poder como regente. Contrária às mudanças, Cixi e seus aliados condenaram a Reforma dos Cem Dias por considerarem-na radical demais.
O Golpe Conservador de 1898 encerrou o movimento reformista, e Liang fugiu para o Japão, onde permaneceu pelos quatorze anos seguintes. Durante seu exílio em Tóquio, Liang estabeleceu amizade com o político japonês e futuro primeiro-ministro Inukai Tsuyoshi. No Japão, continuou a defender ativamente a causa reformista por meio de seus escritos, buscando apoio entre governos chineses e estrangeiros. Enfatizava o individualismo e a monarquia constitucional, em contraste com o republicanismo radical promovido pelo Tongmenghui — sediado em Tóquio e precursor do Kuomintang. Nesse período, também colaborou com Phan Boi Chau, importante revolucionário anticolonial do Vietnã.
Em 1899, Liang viajou ao Canadá, onde conheceu o Sun Yat-sen e, em seguida, foi para Honolulu, no Havaí. Durante a Rebelião dos Boxers, retornou ao Canadá e fundou a "Associação de Reforma do Império Chinês", que mais tarde daria origem ao Partido Constitucionalista, defensor da monarquia constitucional. Enquanto Sun promovia a revolução, Liang pregava uma reforma gradual.
Entre 1900 e 1901, visitou a Austrália por seis meses, buscando apoio à modernização da China por meio da adoção das melhores práticas em tecnologia, indústria e governança ocidental. Proferiu palestras para públicos chineses e ocidentais e considerou a Federação da Austrália de 1901 um modelo potencial para a unificação regional chinesa. Durante a visita, foi homenageado por políticos locais e conheceu o primeiro primeiro-ministro da Austrália, Edmund Barton. Retornou ao Japão ainda em 1901.
Em 1903, realizou uma série de conferências e visitas oficiais durante uma viagem de oito meses pelos Estados Unidos, incluindo um encontro com o presidente Theodore Roosevelt em Washington, D.C., antes de retornar ao Japão via Vancouver, no Canadá.
Ainda no Japão, em 1905, apoiou o movimento constitucionalista dentro da administração Qing.

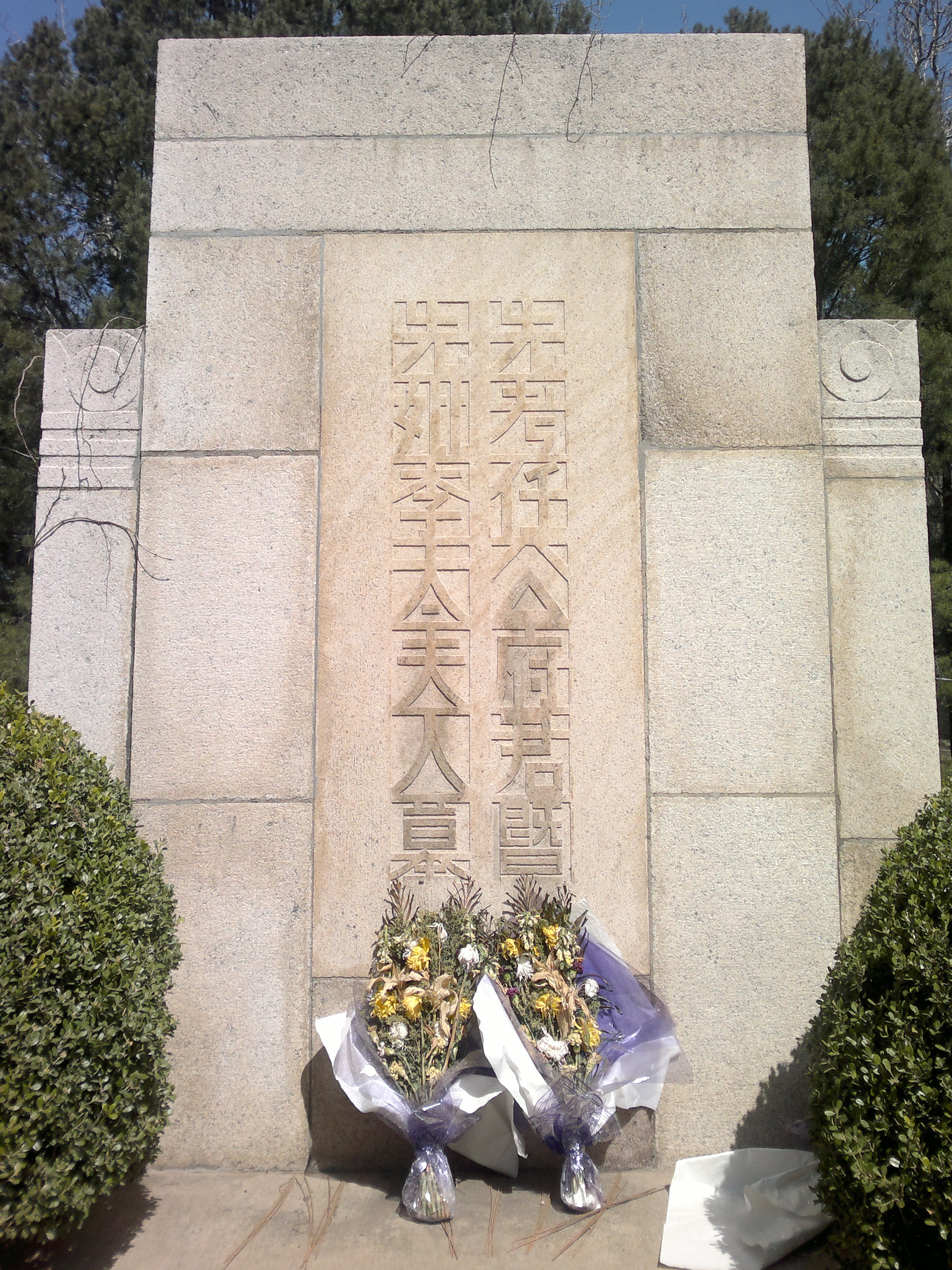
Túmulo de Liang Qichao no Jardim Botânico de Pequim

Liang Qichao propôs que o Duque Yansheng — título nobiliárquico conferido desde a dinastia Han a um descendente direto de Confúcio — fosse nomeado imperador em substituição à dinastia Qing.

### Político
Diante dos desafios da modernização da China, Liang Qichao concentrou-se em duas questões centrais relacionadas à política. A primeira dizia respeito à formação dos cidadãos: ele refletia sobre como indivíduos transformados poderiam tornar-se cidadãos aptos a contribuir para a construção de um Estado-nação moderno sob a dinastia Qing. Liang acreditava que os chineses precisavam aprimorar seu ethos cívico. A segunda questão era a da cidadania propriamente dita. Para Liang, ambas eram fundamentais para sustentar o projeto reformista. Para ele, a identidade chinesa era antes um conceito cultural do que étnico.
Liang via a fraqueza da China não como resultado do domínio étnico manchu, mas sim dos costumes culturais arraigados ao longo de milênios. Em sua perspectiva, a melhor forma de reconstruir uma China forte seria por meio de uma "estratégia imperial" que integrasse todas as etnias do império Qing em uma única nação.
Com a queda da dinastia Qing, a proposta de uma monarquia constitucional perdeu relevância. Liang então fundiu seu Partido Democrático com os Republicanos, criando o novo Partido Progressista. Nesse processo, criticou severamente as tentativas de Sun Yat-sen de derrubar o presidente Yuan Shikai. Embora, em geral, apoiasse o governo, ele se opôs à expulsão dos nacionalistas do parlamento.
A visão política de Liang foi profundamente influenciada pelo Ocidente. Ele teve acesso a novos conceitos políticos e formas de governo por meio de traduções japonesas de obras ocidentais, além de se inspirar no pensamento político do Japão Meiji.
Em 1915, opôs-se à tentativa de Yuan Shikai de proclamar-se imperador, convencendo seu discípulo Cai E, então governador militar de Yunnan, a se rebelar. Filiais do Partido Progressista mobilizaram-se para derrubar Yuan, e diversas províncias declararam independência — ou seja, Liang recorreu à ação revolucionária, embora ele próprio a reprovasse em teoria.
Além de Duan Qirui, Liang foi um dos principais defensores da entrada da China na Primeira Guerra Mundial ao lado dos Aliados, acreditando que isso elevaria o prestígio internacional do país e aliviaria suas dívidas externas. Por outro lado, condenou seu antigo mentor Kang Youwei por participar da tentativa fracassada de restaurar a dinastia Qing em julho de 1917. Após não conseguir transformar Duan Qirui e Feng Guozhang em estadistas responsáveis, Liang se desiludiu e retirou-se da vida política.
Liang defendia um nacionalismo que integrasse os diversos grupos étnicos do império Qing como forma de resistência ao imperialismo ocidental. Apesar do fracasso de suas reformas, sua visão de nacionalismo chinês — baseada na ideia cívica da união das cinco etnias — influenciou tanto o nacionalismo de Sun Yat-sen e do Kuomintang quanto a retórica nacionalista adotada mais tarde pelo Partido Comunista Chinês.

## Contribuições para o jornalismo

### Atuação jornalística
Lin Yutang chegou a descrever Liang Qichao como "a maior personalidade da história do jornalismo chinês", enquanto Joseph Levenson, autor de Liang Ch'i-ch'ao and the Mind of Modern China, o definiu como "um brilhante acadêmico, jornalista e figura política". Para Levenson, Liang foi "o jornalista acadêmico mais influente da virada do século".
Liang acreditava que a atividade jornalística, assim como a historiografia, deveria ter um propósito moral e contribuir para o progresso nacional. Em suas palavras: "examinando o passado e revelando o futuro, mostrarei o caminho do progresso ao povo da nação". Seu primeiro jornal, o Qing Yi Bao (淸議報), foi nomeado em homenagem a um movimento estudantil da Dinastia Han.
Durante seu exílio no Japão, Liang exerceu ampla liberdade de expressão e autonomia intelectual. Editou jornais como o Zhongwai Gongbao (中外公報) e o Shiwu Bao (時務報), além de publicar seus ideais em periódicos como o Qing Yi Bao e o Xinmin Congbao (新民叢報).
Por meio de suas obras e publicações, Liang difundiu visões reformistas e republicanas, tornando-se influente nos âmbitos político e cultural. Seus artigos também foram publicados na revista Nova Juventude, consolidando seu papel na disseminação do pensamento moderno, científico e democrático na década de 1910. O jornalismo serviu, ainda, como canal para expressar seu patriotismo.

### Xinmin Congbao
Liang fundou e editou o periódico Novo Jornal do Cidadão (Xinmin Congbao 新民叢報), publicado quinzenalmente a partir de 8 de fevereiro de 1902, em Yokohama, Japão.
O jornal abordava temas variados como política, religião, direito, economia, negócios, geografia e atualidades internacionais. Liang utilizava o periódico para divulgar ideias reformistas e criar neologismos em chinês para conceitos políticos ocidentais. Seu objetivo era que o jornal marcasse uma nova etapa na imprensa chinesa.
Um ano após sua fundação, Liang comentou o impacto do periódico: "Desde a inauguração do nosso jornal no ano passado, surgiram quase dez jornais com o mesmo estilo e design". Estima-se que o 'Xinmin Congbao tenha alcançado 200.000 leitores. O jornal circulou por cinco anos, encerrando-se em 1907 após 96 edições.

### Funções do jornal na visão de Liang

#### Instrumento político
Liang via o jornal como ferramenta essencial na formulação de políticas públicas. Em 1896, publicou no Shiwu Bao um editorial intitulado "Sobre os benefícios da imprensa para os assuntos de Estado", no qual comparava a circulação da informação ao fluxo sanguíneo de um corpo. Para ele, a fraqueza da China residia em seus bloqueios comunicacionais e na censura imperial da dinastia Qing. Ele também elogiava a liberdade de imprensa no Ocidente, ainda que criticasse as narrativas coloniais veiculadas pela mídia ocidental. 
Antes do Movimento Quatro de Maio, Liang já defendia uma estreita relação entre política e jornalismo. Considerava jornais e revistas meios fundamentais para difundir ideias políticas. Seus textos em Xinmin Congbao influenciaram os jovens intelectuais do período, evidenciando que os jornais poderiam "moldar o curso da história".

#### Arma revolucionária
Liang também concebia o jornal como uma "arma eficaz a serviço de uma revolta nacionalista". Em suas palavras, tratava-se de uma "revolução de tinta, não uma revolução de sangue". Complementava: "Portanto, um jornal deve tratar o governo como um pai ou um irmão mais velho trata um filho ou irmão mais novo — ensinando-o quando ele não entende e repreendendo-o quando erra." Seu esforço em consolidar um espaço editorial em meio à crescente competitividade do mercado jornalístico chinês teve impacto direto sobre a primeira geração de historiadores e intelectuais do Movimento Quatro de Maio.

#### Veículo educacional
Outro papel fundamental da imprensa, segundo Liang, era o de servir como um "programa educacional" para o público leitor. Afirmava: "O jornal reúne praticamente todos os pensamentos e expressões da nação e os apresenta sistematicamente aos cidadãos, sendo irrelevante se são importantes ou não, concisos ou não, radicais ou não. A imprensa, portanto, pode conter, rejeitar, produzir e destruir tudo."
Como exemplo dessa função educativa, de Liang destaca-se o ensaio intitulado "A Jovem China" (少年中國), publicado em 2 de fevereiro de 1900 no Qing Yi Bao (淸議報). No texto, Liang propunha o conceito de Estado-nação moderno e argumentava que os jovens revolucionários eram os verdadeiros detentores do futuro da China. Esse ensaio teve impacto profundo na cultura política chinesa do início do século XX, sendo frequentemente citado como uma das influências diretas no Movimento Quatro de Maio.

#### Crítica à imprensa contemporânea
Apesar de seu entusiasmo pelo potencial da imprensa, Liang era crítico quanto à qualidade e eficácia do jornalismo praticado na China de sua época. Segundo ele, a fragilidade da imprensa decorria não apenas da escassez de recursos e dos preconceitos sociais, mas também da ausência de liberdade de expressão e de infraestrutura adequada, como estradas e meios de distribuição. Acreditava que os jornais predominantes eram "meras mercadorias de massa" e lamentava: "não tiveram a menor influência sobre a nação como sociedade".

## Carreira literária

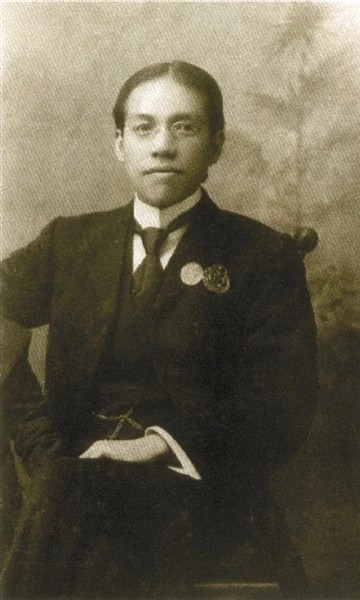
Liang Qi Chao

Liang Qichao foi um estudioso confucionista tradicional e um reformista. Contribuiu para a reforma no final da dinastia Qing por meio da produção de vários artigos que interpretavam ideias não chinesas de história e governo, com a intenção de estimular as mentes dos cidadãos chineses a construir uma nova China. Em seus escritos, argumentava que a China deveria preservar os antigos ensinamentos do Confucionismo, mas também aprender com os êxitos da vida política ocidental, e não apenas com sua tecnologia.
Liang moldou as ideias de democracia na China, usando seus escritos como uma ponte para combinar métodos científicos ocidentais com estudos históricos tradicionais chineses. Suas obras, que posteriormente influenciaram os nacionalistas coreanos na década de 1900, foram fortemente influenciadas pelo estudioso político japonês Katō Hiroyuki, que utilizava métodos do darwinismo social para promover uma ideologia estatista na sociedade japonesa.
Após o fracasso da reforma constitucional, Liang fundou o jornal literário Xin Xiaoshuo (em português, Nova ficção) como uma tentativa de encorajar os intelectuais a usar a ficção para fins pedagógicos e políticos. Em seu editorial inaugural, escreveu a frase que se tornaria célebre: "Para renovar um povo, temos primeiro de renovar as suas ficções".
Em Xin Xiaoshuo, Liang publicou sua novela Xin Zhongguo weilai ji (em português, O Futuro da Nova China). A obra apresenta debates entre dois personagens — um defensor da monarquia constitucional e outro da revolução republicana — que, apesar das divergências políticas, compartilham o desejo de revitalizar a cultura e a nação chinesas.

### Pensamento historiográfico
O pensamento historiográfico de Liang Qichao representa o início da historiografia chinesa moderna e revela algumas direções importantes seguidas no século XX. Para Liang, a maior falha dos “velhos historiadores” (舊史家) era não promover a consciência nacional necessária à construção de uma nação forte e moderna. Seu apelo por uma nova história apontava não apenas para uma mudança de orientação na escrita histórica, mas também para a emergência de uma consciência histórica moderna entre os intelectuais chineses.
Liang defendeu a teoria do grande homem em seu artigo de 1899, "Heróis e os Tempos" (英雄與時勢, Yīngxióng yǔ Shíshì), e escreveu biografias de figuras históricas como Otto von Bismarck, Horatio Nelson, Oliver Cromwell, Lajos Kossuth, Giuseppe Mazzini e Camillo Benso, Conde de Cavour, bem como de chineses como Zheng He, Tan Sitong e Wang Anshi.
Durante a Primeira Guerra Sino-Japonesa (1894–1895), Liang participou de protestos em Pequim, reivindicando maior participação popular no governo — o que marcou o primeiro movimento desse tipo na história moderna da China. Essa nova perspectiva sobre a tradição ficou evidente na chamada "revolução historiográfica" (史學革命), promovida por Liang no início do século XX.
Em 1902, durante seu exílio no Japão, Liang escreveu o artigo "A Nova Historiografia" (新史學), no qual apelava para que os chineses estudassem a história mundial como forma de compreender melhor a própria China, em vez de se limitarem à história da China. O texto criticava os métodos antigos por se concentrarem na dinastia em vez do Estado, no indivíduo em detrimento do grupo, no passado em vez do presente, e nos fatos, em vez dos ideais.

### Tradutor

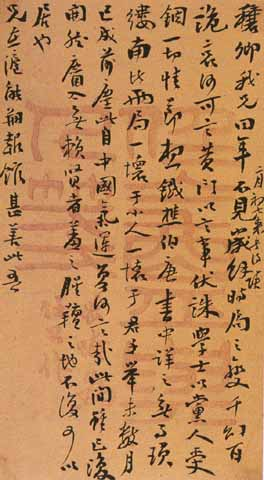
Caligrafia de Liang

Liang foi chefe do Departamento de Tradução e supervisionou o treinamento de alunos dedicados à tradução de obras ocidentais para o chinês. Considerava essa atividade como "a mais essencial de todas as tarefas", pois acreditava que o êxito ocidental — político, tecnológico e econômico — devia-se ao conhecimento disseminado por meio dessas obras.

#### Obras filosóficas
Após fugir de Pequim devido à repressão contra os manifestantes anti-Qing, Liang dedicou-se ao estudo de filósofos ocidentais do Iluminismo, como Thomas Hobbes, Jean-Jacques Rousseau, John Locke, David Hume e Jeremy Bentham, traduzindo suas obras e oferecendo interpretações próprias. Seus ensaios, publicados em diversos periódicos, despertaram o interesse de intelectuais chineses diante do desmembramento do império frente às potências estrangeiras.
Liang e Yan Fu defenderam o utilitarismo e o chamado "vida-ismo" — doutrina que priorizava a preservação e a expansão da vida —, embora tenham recebido críticas de Wang Guowei.

#### Teorias sociais e políticas ocidentais
No início do século XX, Liang desempenhou papel significativo na introdução de teorias sociais e políticas ocidentais na Coreia, como o darwinismo social e o direito internacional. Em seu conhecido manifesto Xinmin Shuo (新民說, em português Tratado sobre o Novo Cidadão), escreveu:
Liberdade significa liberdade para o grupo, não liberdade para o indivíduo. (...) Os homens não devem ser escravos de outros homens, mas sim escravos do seu grupo. Pois, se não forem escravos do seu próprio grupo, certamente se tornarão escravos de algum outro.

### Poeta e romancista
Liang também defendeu reformas nos gêneros do poema e do romance. Yinbingshi Heji (飲冰室合集, em português Obras Coletadas do Estúdio do Bebedor de Gelo) é considerada seu principal legado literário, compilada em 148 volumes.
O nome deriva de uma passagem de Zhuangzi: "Todas as manhãs recebo o mandato [para agir], todas as noites bebo o gelo [da desilusão], mas continuo ardente em minha mente interior". Liang batizou seu local de trabalho de Yinbingshi (Estúdio do Bebedor de Gelo) e se autodenominou Yinbingshi Zhuren (飲冰室主人), expressando sua dedicação a causas políticas por meio da escrita.
Liang escreveu ficção e ensaios acadêmicos sobre ficção, como Wuxu zhengbian ji ((戊戌政变记, em português Relato do Golpe de Estado de Wuxu), em 1898, e Sobre a relação entre ficção e governo do povo ((論小說與群治之關係), de 1902. Ambas as obras ressaltam a modernização ocidental e fazem apelos por reformas.

### Educador
No início da década de 1920, Liang aposentou-se da política e passou a lecionar na Universidade Tung-nan, em Xangai, e no Instituto de Pesquisa da Universidade Tsinghua, em Pequim. Fundou a Jiangxue she (Associação de Palestras Chinesas) e trouxe ao país figuras intelectuais internacionais como Hans Driesch e Rabindranath Tagore. Como acadêmico, foi um estudioso de destaque, conhecido por introduzir ideologias e conhecimentos ocidentais, ao mesmo tempo em que realizava estudos aprofundados sobre a cultura chinesa antiga. Influenciado por perspectivas do darwinismo social, buscava conciliar o pensamento ocidental com os saberes tradicionais chineses.
Acreditava que as crianças representavam o futuro da China, e que a educação era fundamental para o desenvolvimento individual. Defendia mudanças nas abordagens educacionais tradicionais e via a reforma da educação como um pilar da construção da China moderna. Segundo Liang, a infância era o momento ideal para cultivar o pensamento criativo e a capacidade de compreensão, sendo a "nova escola" essencial para introduzir novas práticas pedagógicas.
Durante seus últimos anos, publicou estudos sobre história cultural, história literária e historiografia chinesas. Reexaminou as obras de Mozi e escreveu obras como O Pensamento Político do Período Pré-Qing e Tendências Intelectuais no Período Qing.
Liang também nutria grande interesse pelo budismo, sobre o qual escreveu diversos artigos com enfoque histórico e político. Influenciou fortemente seus alunos, entre os quais destacam-se Xu Zhimo, renomado poeta moderno, e Wang Li, pioneiro da linguística chinesa moderna.

## Publicações

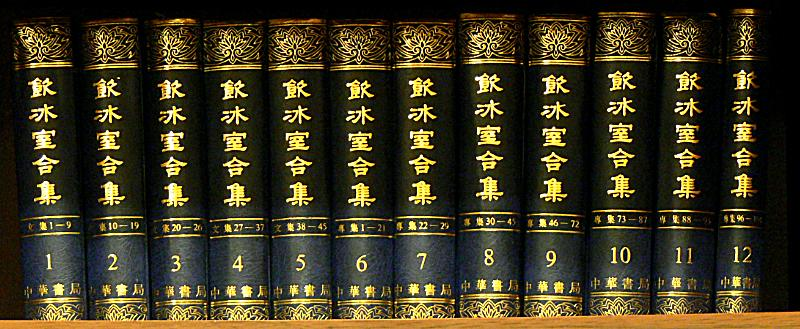
As Obras Completas de Yinbingshi vol 1-12, escritas por Liang Qichao

- Introdução ao Aprendizado da Dinastia Qing (1920);
- O Aprendizado do Moísmo (1921);
- História Acadêmica Chinesa dos Últimos 300 Anos (1924);
- História da Cultura Chinesa (1927);
- A Construção da Nova China;
- A Filosofia de Lao Tzu;
- A História do Budismo na China;
- Obras reunidas de Yinbingshi, Zhonghua Book Co, Xangai 1936, republicado em Pequim, 2003,ISBN 7-101-00475-X /K.210.

## Família

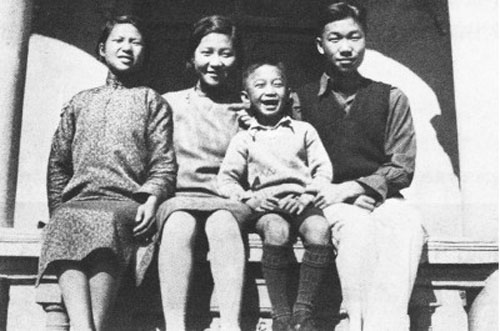
Da esquerda para a direita: Liang Sining, Liang Sirui, Liang Sili e Liang Sida, estiveram em Tianjin em 1934

O livro genealógico da família de Liang foi perdido, restando apenas uma página. Posteriormente, os membros da família recriaram o sistema de nomes ancestrais, estabelecendo uma sequência de dezesseis caracteres a ser seguida por cada geração. No entanto, Liang Qichao não seguiu essa convenção, optando por utilizar o caractere 思 ("pensar") nos nomes de seus filhos.
| Grau de parentesco | Nome transliterado | Nome em chinês | Observações                                                         |
| ------------------ | ------------------ | -------------- | ------------------------------------------------------------------- |
| Pai                | Liang Baoying      | 梁寶瑛         | Nome de cortesia: Lianjian 蓮澗; 1849–1916.                         |
| Mãe                | Lady Zhao          | 趙氏           | 1852–1887                                                           |
| Avô paterno        | Liang Weiqing      | 梁維淸         | Pseudônimo: Jingquan 鏡泉; 1815–1892                                |
| Avó paterna        | Lady Li            | 黎氏           | Filha do almirante de Guangxi, Li Diguang (黎第光). 1817 - 1873     |
| Primeira esposa    | Li Huixian         | 李蕙仙         | Casaram-se em 1891; faleceu em 13 de setembro de 1924               |
| Segunda esposa     | Wang Guiquan       | 王桂荃         | Ex-serva de Li Huixian; tornou-se concubina de Liang Qichao em 1903 |

| Grau de parentesco | Nome transliterado | Nome em chinês | Observações |
| ------------------ | ------------------ | -------------- | --- |
| Filha mais velha   | Liang Sishun       | 梁思順         | Poeta; casou-se com Zhou Xizhe (周希哲) em 1925. 14 de abril de 1893 – 1966. Nasceu em Li Huixian.                              |
| Neta               | Zhou Nianci        | 周念慈         | Filha de Liang Sishun |
| Neta               | Zhou Tongshi       | 周同軾         | Filho de Liang Sishun |
| Neta               | Zhou Youfei        | 周有斐         | Filha de Liang Sishun |
| Neta               | Zhou Jiaping       | 周嘉平         | Filho de Liang Sishun |
| Filho mais velho   | Liang Sicheng      | 梁思成         | Arquiteto e professor; casou-se com Lin Huiyin (林徽因) em 1928. 20 de abril de 1901 - 9 janeiro de 1972. Nasceu em Li Huixian. |
| Neto               | Liang Congjie      | 梁從誡         | Ativista ambiental; filho de Liang Sicheng                                                                                      |
| Bisneto            | Liang Jian         | 梁鑑           | Filho de Liang Congjie |
| Bisneta            | Liang Fan          | 梁帆           | Filha de Liang Congjie |
| Neta               | Liang Zaibing      | 梁再冰         | Filha de Liang Sicheng |
| Segundo filho      | Liang Siyong       | 梁思永         | Casou-se com Li Fuman (李福曼). 24 de julho de 1904 - 2 de abril de 1954. Nasceu em Wang Guiquan.                               |
| Neta               | Liang Baiyou       | 梁柏有         | Filha de Liang Siyong |
| Terceiro filho     | Liang Sizhong      | 梁思忠         | 6 de agosto de 1907 – 1932. Nasceu em Wang Guiquan.                                                                             |
| Segunda filha      | Liang Sizhuang     | 梁思莊         | Casou-se com Wu Luqiang (吳魯強). 1908 - 20 de maio de 1986. Nasceu em Li Huixian.                                              |
| Neta               | Wu Liming          | 吳荔明         | Filha de Liang Sizhuang |
| Bisneto            | Yang Nianqun       | 楊念羣         | Filho de Wu Liming; descendente de Yang Du. 20 de janeiro de 1964                                                               |
| Quarto filho       | Liang Sida         | 梁思達         | Casou-se com Yu Xuezhen (俞雪臻). 6 de dezembro de 1912 – 2001. Nasceu em Wang Guiquan.                                         |
| Neta               | Liang Yibing       | 梁憶冰         | Filha de Liang Sida |
| Neto               | Liang Renyou       | 梁任又         | Filho de Liang Sida |
| Neto               | Liang Renkan       | 梁任堪         | Filho de Liang Sida |
| Terceira filha     | Liang Siyi         | 梁思懿         | Casou-se com Zhang Weixun (張偉遜). 13 de dezembro de 1914 – 1988. Nasceu em Wang Guiquan.                                      |
| Neto               | Zhang Yuwen        | 張郁文         | Filho de Liang Siyi |
| Neto               | Zhang Anwen        | 張安文         | Filho de Liang Siyi |
| Quarta filha       | Liang Sining       | 梁思寧         | Casou-se com Zhang Ke (章柯). 30 de outubro de 1916 – 2006. Nasceu em Wang Guiquan.                                             |
| Neto               | Zhang Antai        | 章安泰         | Filho de Liang Sining |
| Neto               | Zhang Anqiu        | 章安秋         | Filho de Liang Sining |
| Neto               | Zhang Anjian       | 章安建         | Filho de Liang Sining |
| Neta               | Zhang Hui          | 章惠           | Filha de Liang Sining |
| Neto               | Zhang Anning       | 章安寧         | Filho de Liang Sining |
| Quinto filho       | Liang Sili         | 梁思禮         | Cientista espacial; casou-se com Mai Xiuqiong (麥秀瓊). 24 de agosto de 1924 – 14 de abril de 2016. Nasceu em Wang Guiquan.     |
| Neto               | Liang Zuojun       | 梁左軍         | Filho de Liang Sili |
| Neta               | Liang Hong         | 梁紅           | Filha de Liang Sili |
| Neta               | Liang Xuan         | 梁旋           | Filha de Liang Sili |